# Cybianthus pseudolongifolius
Cybianthus pseudolongifolius är en viveväxtart som beskrevs av J. J. Pipoly. Cybianthus pseudolongifolius ingår i släktet Cybianthus, och familjen viveväxter. Inga underarter finns listade i Catalogue of Life.